# بحيرة قارون

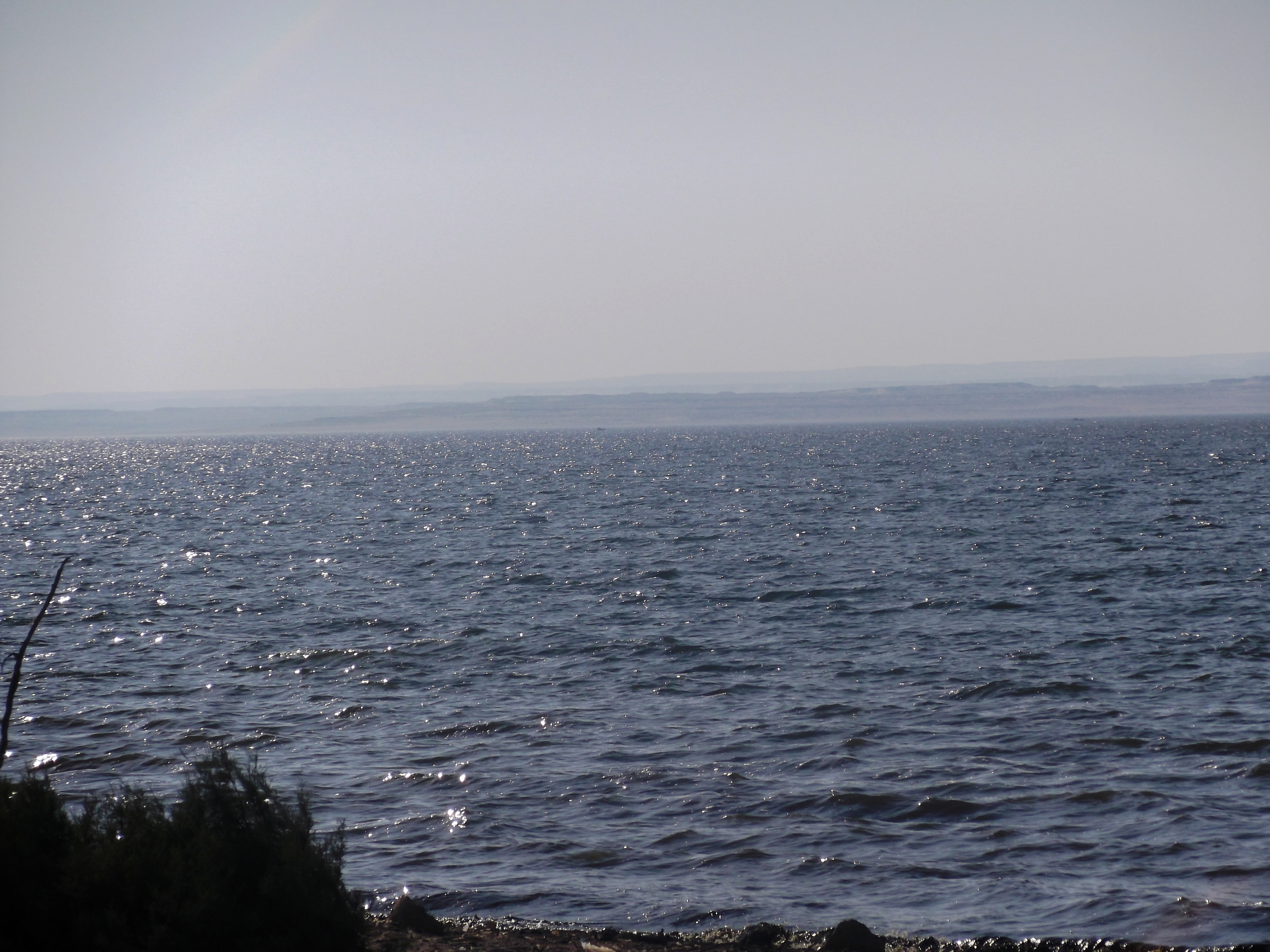

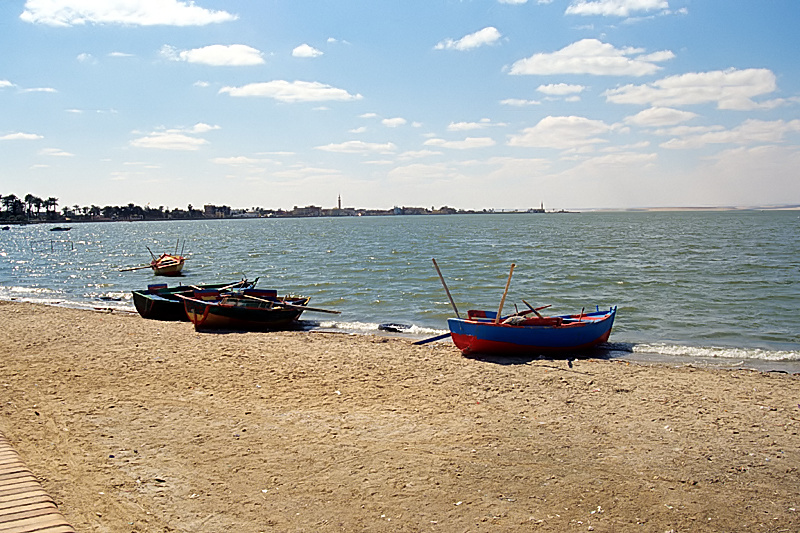
بحيرة قارون

بحيرة قارون أو بِركة قارون هي بحيرة في مدينة الفيوم بصعيد مصر تقع في الشمال الغربي من مدينة بني سويف غرب نهر النيل وتبعد عنه نحو 50 كيلومتر. توجد بحيرة قارون في محافظة الفيوم وهي أحد أكبر البحيرات الطبيعية في مصر.

## الموقع

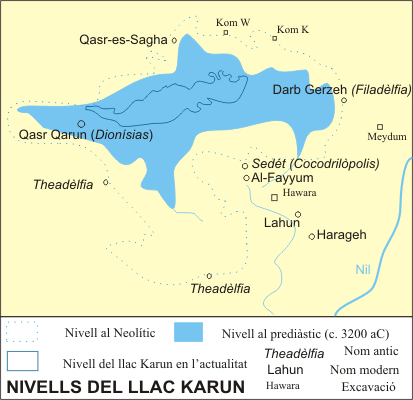
مساحة بحيرة قارون في القديم وبقاياها حاليا.

تقع بحيرة قارون شمال مدينة الفيوم على بعد حوالي 27 كم وهي تعد من أعمق البحيرات حيث يوجد بها أماكن تصل أعماقها إلى 14 م وأيضا بها أسماك تخص المياه المالحة وأيضا المياه العذبة.
كانت البحيرة تمد بماء النيل أثناء الفيضان أيام الفراعنة نظرا لمستواها المنخفض عن سطح البحر (-45 متر). وفي عهد فرعون مصر امنمحات الثالث (أسرة مصرية ثانية عشر)، أمر ببناء قناة إليها وسدين لتخزين مياه النيل فيها أثناء الفيضان. وطبقا لما ورد في مخطوطات هيرودوت عن تاريخ مصر القديم، كانت البحيرة تخزن المياه 6 أشهر وتمد الأراضي بالمياه ستة أشهر.

## المساحة
مساحة البحيرة تبلغ 330 كيلومتر مربع حاليا، وطولها 40 كيلومتر وعرضها نحو 7 كيلومتر. قلت مساحتها بسبب الجفاف عبر القرون.

## الانخفاض
من أعمق جهات منخفض الفيوم حيث تنخفض بمقدار 45 متر تحت سطح البحر.

## العمق
بحيره ضحلة متوسط عمقها على 7.5 متر وأعمق مناطقها نحو 14 متر. يبلغ طولها حاليا نحو 50 كيلومتر وعرضها نحو 12 كيلومتر. كانت في الماضي أوسع من ذلك بكثير حيث كانت تغطي منطقة مدينة الفيوم الحالية (انظر الخريطة).

## مياه الصرف في بحيرة قارون
تعيد التوازن للبحيرة وتعويضها عما تفقده من مياه عن طريق التبخر، إلا أن مياه الصرف هذه أصبحت خطرا على الفائدة الزراعية والسمكية لهذه البحيرة وخصوصا مياه صرف الحقول الممتلئة ببقايا السماد الكيماوي الذي يؤثر سلبا على الأسماك في البحيرة والحياة المائية. لهذا يوجد مشروع حديث (2014) بتنقية مياه الصرف والاستفادة منها في الزراعة بدلا من تصريفها في البحيرة.
ملوحة بحيرة قارون رغم أصلها النهري ترجع لتعرضها للتبخر الشديد مما يؤدي لتركيز الأملاح بها، وكذلك ارتفاع نسبة الأملاح بمياه الصرف.
كما أن منخفض الفيوم يشبه الواحة وذلك لأن هذه المنطقة منعزلة عن بقية وادي النيل في مصر، كذلك لأن أراضي المنخفض ليست مستوية كأراضي الوادي والدلتا، ولأن المنخفض هو الجزء الوحيد من وادي النيل الذي ينخفض منسوبه عن مستوى سطح البحر (بصرف النظر عن منخفض القطارة الذي يقع غرب تلك المنطقة).
التغيرات المناخية وأثرها على طبوغرافية الفيوم:
نتج عنها عدم استواء أراضي المنخفض فهي تتكون من سلسلة من المدرجات والمصاطب.
والنتيجة: تحتاج أراضيها لقنوات للري تنساب بين الحقول من نقاط كثيرة. وترفع عندها المياه بمضخات لمناسيب أعلى لتصل المياه للأراضي الزراعية.

## الاسم بالهيروغلفية

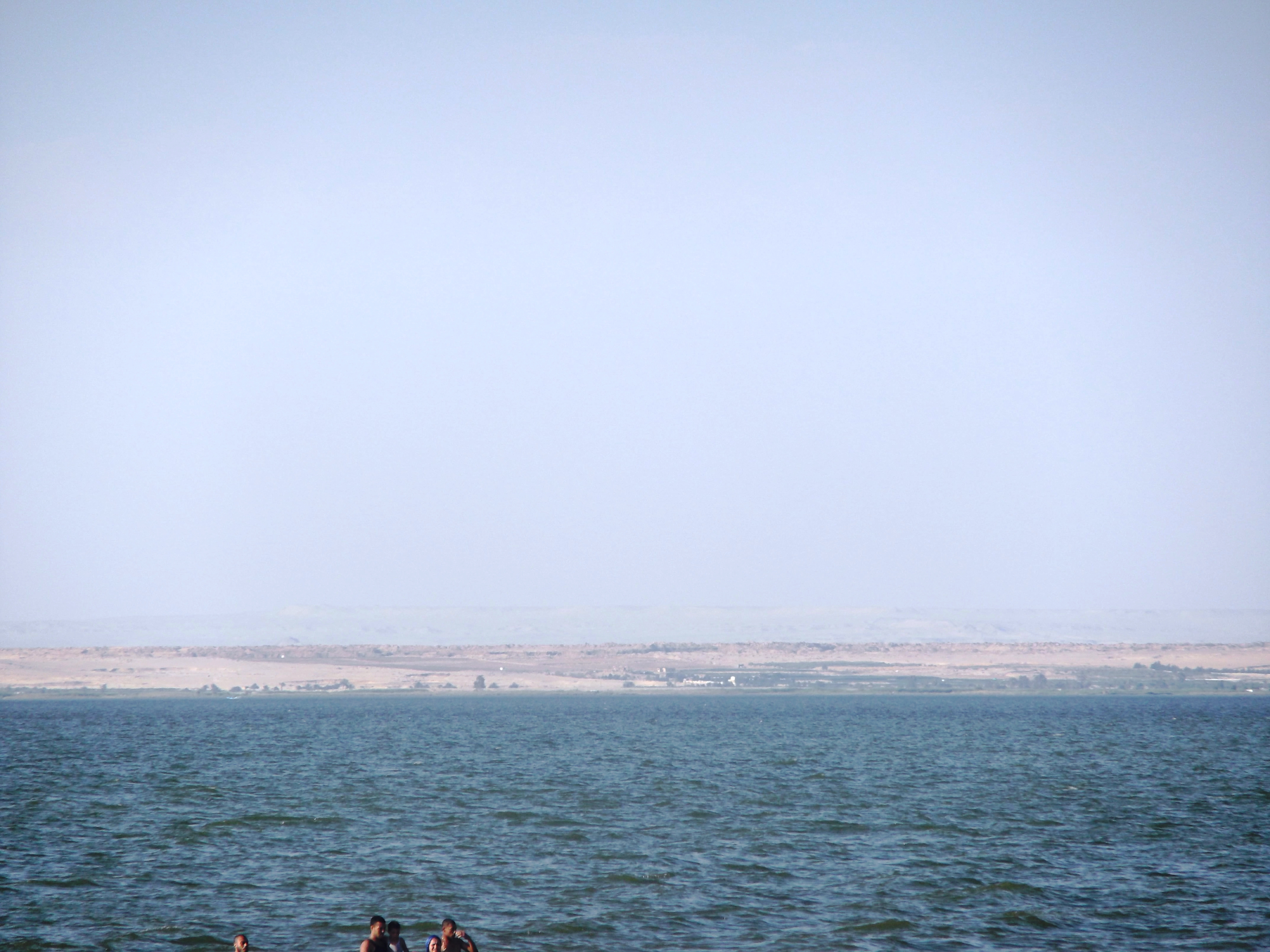

| N36 · N23 | G36 · D21 | X1 · O49 |

mer-wer
mr-wr
ومعناها «البحر الكبير» (تقرأ هنا من اليسار إلى اليمين)
- بالإغريقية Moeris

اعتقد هيرودوت أن Moeris هو اسم أحد الفراعنة الذي قام بمد قناة إلى البحيرة لتخزين مياه الفيضان فيها، ولكن التسمية المصرية القديمة معناها البحر الكبير. والفرعون الذي أنشأ القناة كان أمنمحات الثالث من الأسرة الثانية عشر.
كما أن اسم مدينة الفيوم كان أصلا «با-يم» أي «البحر» أو «هذا البحر» ـ وتحرف الاسم بعد ذلك إلى«بايوم»، ثم (فيوم).

## معلومات إضافية

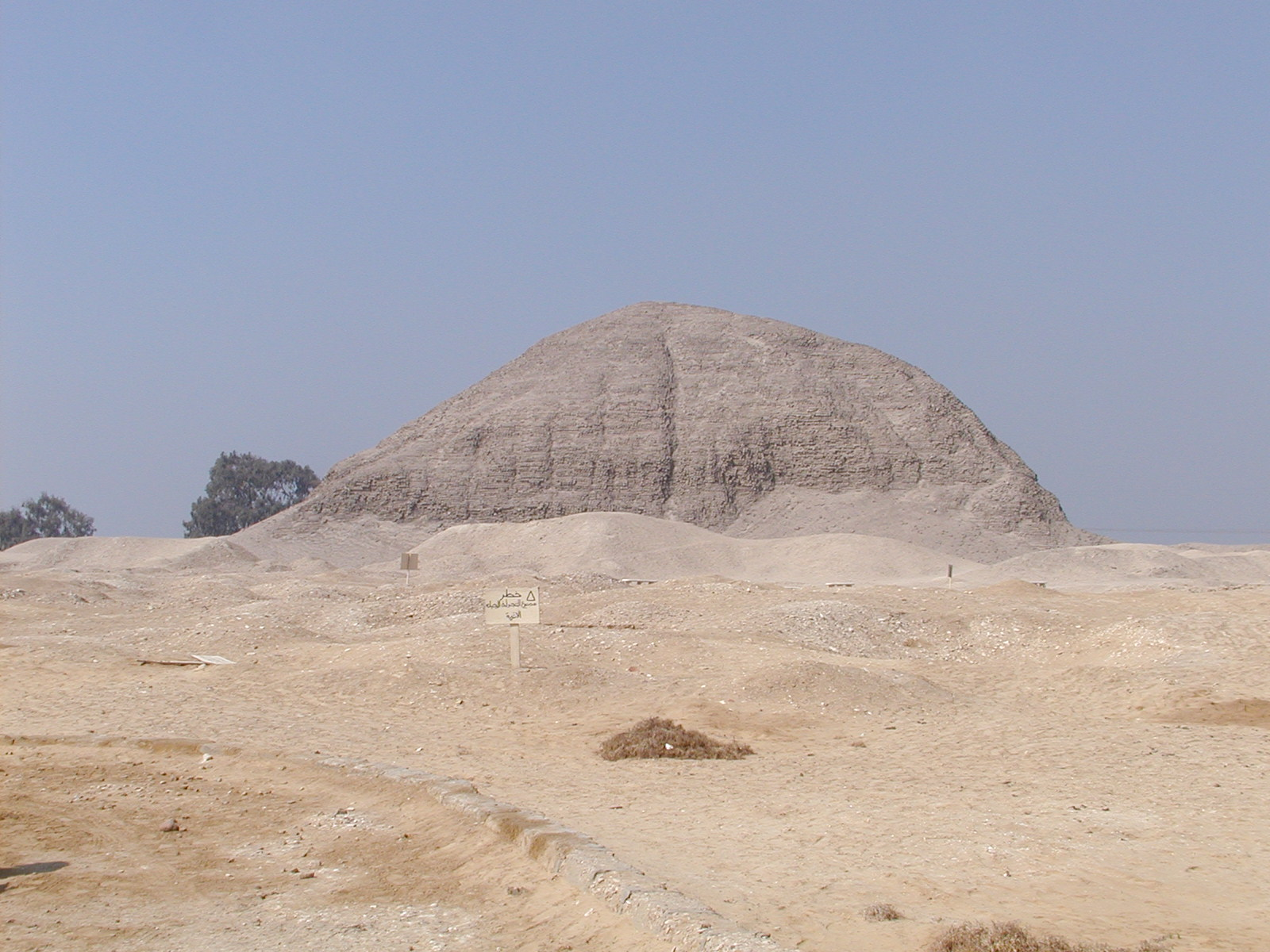
بقايا هرم هوارة وقصر التيه، جنوب مدينة الفيوم.

التاريخ لم يذكر أن قارون قد خسف الله به الأرض هناك، ولكن اعتقد البعض أنه حدث ذلك لتشابه اسم البحيرة باسم قارون، سميت هذه البحيرة باسم (بارون) في عصر الفراعنة، ولوجه التشابه في الاسم سميت في العصر الحديث بقارون، وذلك بسبب اعتقاد البعض بأن هذه هي الأرض التي خسف فيها قارون[بحاجة لمصدر].

## اقرأ أيضا
- بحر يوسف
- الفيوم
- هرم هوارة
- قائمة مواقع رامسار في مصر